# 浙江蘡薁
浙江蘡薁（学名：Vitis zhejiang-adstricta）为葡萄科葡萄属下的一个种。浙江蘡薁在中國是国家二级野生重点保护植物，1990年首次在浙江省临安县發現。2021年9月入选国家重点保护野生植物名录。

## 扩展阅读
維基物種上的相關：浙江蘡薁